# Franz Sala
Francesco Sala, detto Franz (Alessandria, 17 dicembre 1886 – Roma, novembre 1952), è stato un attore e truccatore italiano.

## Biografia
Frequentò per undici anni un seminario, e nel 1906 emigrò in Sudamerica, dove svolse diverse attività come il giornalista, l'insegnante, il commerciante e l'attore teatrale.
Nel 1912 ritornò in Italia ed esordì nel cinema con il film Sigfrido prodotto dall'Ambrosio, e successivamente passò alla Milano Films.
Chiamato alle armi nella prima guerra mondiale, combatté con il grado di tenente di fanteria e nel 1916 perse l'udito in un incidente sul fronte.
Ritornato a causa dell'infortunio rimediato al conflitto, riprese a fare l'attore e lavorò per altre case cinematografiche come la Savoia Film, l'Itala Film, la Cines ed altre, dove interpretò numerosi film, recitando quasi sempre nel ruolo di antagonista o comunque di personaggio cattivo, e ottenne un notevole successo personale. Tra i film di successo interpretati da Sala vi furono Lucciola (1917), Le due orfanelle di Torino (1917), L'innamorata (1920), Beatrice Cenci (1926).
Con l'avvento del cinema sonoro, Sala si dedicò quasi esclusivamente al lavoro di truccatore, che iniziò già negli anni venti.  La sua ultima apparizione fu nel 1939 nel film Abuna Messias.

## Filmografia parziale

### Attore
- Sigfrido, regia di Mario Caserini (1912)
- La fuga dei diamanti, regia di Augusto Genina (1914)
- Il rubino del destino, regia di Henri Étiévant (1914)
- La maschera dell'onestà, regia di Baldassarre Negroni (1914)
- La conquista dei diamanti, regia di Augusto Genina (1914)
- L'ereditiera, regia di Baldassarre Negroni (1914)
- L'ultimo travestimento, regia di Augusto Genina (1915)
- La menzogna, regia di Augusto Genina (1916)
- Il predone dell'aria, regia di Alberto Traversa (1916)
- Primavera, regia di Achille Mauzan (1916)
- La morte del Duca d'Ofena, regia di Alfredo Robert ed Emilio Graziani-Walter (1916)
- La moglie del dottore, regia di Giovanni Zannini (1916)
- Il presagio, regia di Augusto Genina (1916)
- Le due orfanelle di Torino, regia di Giovanni Casaleggio (1917)
- Lucciola, regia di Augusto Genina (1917)
- Intemperance, regia di Pier Antonio Gariazzo (1917)
- Il volto del passato, regia di Baldassarre Negroni (1918)
- Nel gorgo, regia di Emilio Ghione (1918)
- La signora delle perle, regia di Gennaro Righelli (1918)
- Mademoiselle Pas-Chic, regia di Gennaro Righelli (1918)
- La canaglia di Parigi, regia di Gennaro Righelli e Ferdinand Guillaume (1919)
- Il bacio di un re, regia di Giuseppe Guarino (1919)
- Gli artigli d'acciaio, regia di Giuseppe Guarino (1920)
- Il Trust degli smeraldi, regia di Francesco Rocco di Santamaria (1920)
- L'innamorata, regia di Gennaro Righelli (1920)
- Lo scaldino, regia di Augusto Genina (1920)
- Zingari, regia di Mario Almirante (1920)
- La lanterna cieca, regia di Alessandro De Stefani (1921)
- L'assalto ai pescicani, regia di Pier Angelo Mazzolotti (1921)
- La pioggia dei diamanti, regia di Pier Angelo Mazzolotti (1921)
- La casa della paura, regia di Carlo Campogalliani (1921)
- Il cadavere vivente, regia di Pier Angelo Mazzolotti (1921)
- Il fango e le stelle, regia di Pier Angelo Mazzolotti (1921)
- Le campane di San Lucio, regia di Guido Brignone (1921)
- Marthú che ha visto il diavolo, regia di Mario Almirante (1921)
- La maschera del male, regia di Mario Almirante (1922)
- L'ora terribile, regia di Baldassarre Negroni (1923)
- La locanda delle ombre, regia di Ivo Illuminati e Baldassarre Negroni (1923)
- Il capolavoro di Saetta, regia di Eugenio Perego (1923)
- Povere bimbe, regia di Giovanni Pastrone (1923)
- La vergine del faro, regia di Telemaco Ruggeri (1924)
- International gran prix, regia di Amleto Palermi (1924)
- La casa dei pulcini, regia di Mario Camerini (1924)
- La taverna verde, regia di Luciano Doria (1924)
- Treno di piacere, regia di Luciano Doria (1924)
- Maciste imperatore, regia di Guido Brignone (1924)
- Maciste all'inferno, regia di Guido Brignone (1925)
- Maciste contro lo sceicco, regia di Mario Camerini (1926)
- Beatrice Cenci, regia di Baldassarre Negroni (1926)
- Maciste nella gabbia dei leoni, regia di Guido Brignone (1926)
- Frate Francesco, regia di Giulio Antamoro (1927)
- I martiri d'Italia, regia di Domenico Gaido (1927)
- Gli ultimi zar, regia di Baldassarre Negroni (1928)
- Giuditta e Oloferne, regia di Baldassarre Negroni (1929)
- Le mani sugli occhi, regia di Gian Orlando Vassallo (1929)
- Terra madre, regia di Alessandro Blasetti (1931)
- Il solitario della montagna, regia di Wladimiro De Liguoro (1931)
- La fanciulla dell'altro mondo, regia di Gennaro Righelli (1934)
- Abuna Messias, regia di Goffredo Alessandrini (1939)

### Truccatore
- La canzone dell'amore, regia di Gennaro Righelli (1930)
- Nerone, regia di Alessandro Blasetti (1930)
- La segretaria privata, regia di Goffredo Alessandrini (1931)
- Corte d'Assise, regia di Guido Brignone (1931)
- Medico per forza, regia di Carlo Campogalliani (1931)
- Rubacuori, regia di Guido Brignone (1931)
- Terra madre, regia di Alessandro Blasetti (1931)
- La lanterna del diavolo, regia di Carlo Campogalliani (1931)
- L'uomo dall'artiglio, regia di Nunzio Malasomma (1931)
- Figaro e la sua gran giornata, regia di Mario Camerini (1931)
- L'ultima avventura, regia di Mario Camerini (1932)
- La cantante dell'opera, regia di Nunzio Malasomma (1932)
- La Wally, regia di Guido Brignone (1932)
- T'amerò sempre, regia di Mario Camerini (1933)
- 1860, regia di Alessandro Blasetti (1934)
- L'ultimo dei Bergerac, regia di Gennaro Righelli (1934)
- L'anonima Roylott, regia di Raffaello Matarazzo (1936)
- T'amerò sempre, regia di Mario Camerini (1943)
- Amor non ho... però... però, regia di Giorgio Bianchi (1951)
- Io, Amleto, regia di Giorgio Simonelli (1952)
- Sul ponte dei sospiri, regia di Antonio Leonviola (1953)